# Casa consistorial de Tartu

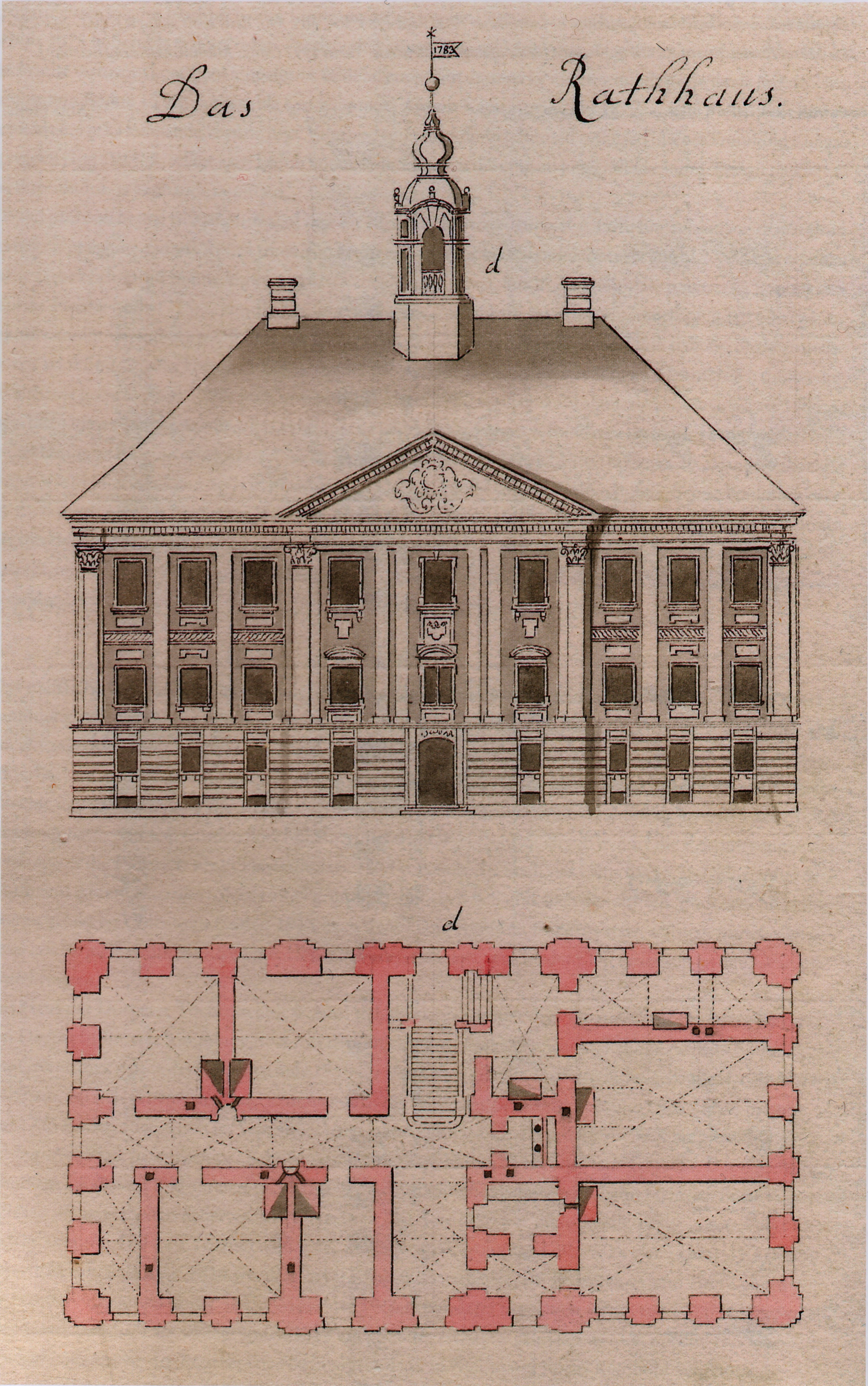
Plano del Ayuntamiento, Johann Christoph Brotze, 1782

El Ayuntamiento de Tartu es el edificio histórico de oficinas del Ayuntamiento de Tartu, el gobierno de la ciudad y el consejo municipal. El edificio del Ayuntamiento de Tartu está situado en la Plaza del Ayuntamiento, en el casco antiguo de Tartu. Frente al Ayuntamiento se encuentra la Plaza del Ayuntamiento, que bordea la Avenida de la Libertad, y frente al Ayuntamiento se encuentra el Puente de Arco que cruza el río Emajõgi. Detrás del Ayuntamiento pasa la calle Universidad, tras la cual se encuentra el Parque Pirogov en la ladera de Toomemäe, mientras que la calle Lossi sube la colina desde la esquina del Ayuntamiento.
Además del Ayuntamiento de Tartu, en el Ayuntamiento de Tartu funcionan la farmacia Apotheka de Terve Pere Apteegi, el Punto de Información del Ayuntamiento de Tartu y el Centro de Visitantes de Tartu de la Fundación de Turismo de Tartumaa. 2015. Hasta 2011, el Museo de la Ciudad de Tartu albergó la exposición permanente "El tiempo y el gobierno de la ciudad de Tartu"  . Las exposiciones temporales cambian en el pasillo del centro de visitantes. 2015. En 2018, junto al centro de visitantes se abrió una oficina de representación del Smart City Lab y del centro científico Ahhaa. Los conciertos se celebran en la sala del tercer piso del Ayuntamiento. El edificio albergó anteriormente las instalaciones del Banco de la Ciudad de Tartu, un asilo de pobres y una prisión urbana. 

## Edificios del Ayuntamiento de Tartu
Debido a las guerras y los incendios, sólo han sobrevivido unos pocos edificios aislados del casco antiguo medieval de Tartu. El ayuntamiento medieval de Tartu fue destruido en la guerra sueco-polaca de 1600-1611 en 1601. en el año. 1625. En el año 1642 el ayuntamiento se situó en la esquina de las calles Küütri y Rüütli, en la casa del economista Georg Schenking. En 2011, el Ayuntamiento de Tartu se trasladó a la ampliación de la sala del consejo. El antiguo ayuntamiento fue completamente destruido en 1661. Alrededor de 1688, las autoridades suecas comenzaron la construcción de un nuevo ayuntamiento en 1688. en 1918 según un diseño de Paul von Essen, y la primera reunión oficial se celebró en el edificio recién terminado el 1 de septiembre de 1693. El ayuntamiento estaba situado un poco al sur del ayuntamiento actual. El ayuntamiento fue construido principalmente en piedra, con una torre hexagonal con galería en medio del tejado de piedra, una prisión en el sótano, tiendas en la planta baja que dan a la plaza del mercado y oficinas de la ciudad y el ayuntamiento en el piso superior. El ayuntamiento de la era sueca fue destruido por los rusos en 1708. en, porque según el tratado firmado entre Rusia y Polonia, Livonia debía convertirse en una posesión de la Mancomunidad de Polonia-Lituania. Los muros y la mayoría de las casas supervivientes fueron destruidos y los ciudadanos de Tartu también fueron deportados a Vologda, en Rusia. El ayuntamiento provisional de madera construido sobre las ruinas fue destruido en 1775 en el incendio de Tartu.

## Historia de la construcción
El Ayuntamiento de Tartu es relativamente nuevo en comparación con el Ayuntamiento de Tallin: fue construido entre 1782 y 1789. El proyecto del ayuntamiento fue diseñado por el maestro de obras Johann Heinrich Bartholomäus Walther de Rostock. El edificio es ecléctico, con tres estilos arquitectónicos visibles en él.
El ayuntamiento de tres plantas con un alto tejado a cuatro aguas y una torre de vigilancia representa la tradición de los palacios urbanos barrocos holandeses en su forma básica (el Ayuntamiento de Narva también tiene el mismo estilo). El frontón de la fachada principal está decorado con una cartela de estilo rococó, mientras que el diseño de las paredes y el interior está dominado por el clasicismo temprano. 
La arquitectura del Ayuntamiento de Tartu es una simbiosis de diferentes tendencias que se remontan a 1775. Rasgos característicos del período de reconstrucción tras el gran incendio de 1891. Su solución arquitectónica es similar a la del palacio de la ciudad. Las influencias de la cultura arquitectónica bávara se pueden ver en la planificación general, en el programa espacial y también en el diseño de la decoración interior. 

### Exterior
El edificio tiene ocho ejes, con un tejado alto a cuatro aguas (se prepararon proyectos especiales para los países bálticos, que tuvieron en cuenta el tejado alto tradicional) y un frontón central saliente. El ayuntamiento se construyó sobre una base de madera de álamo, ya que el suelo era pantanoso.  El arquitecto Johann Heinrich Bartholomäus Walther propuso dos diseños de fachada. Uno de ellos era el ornamentado ayuntamiento (con motivo de guirnaldas y urnas), con un reloj en su frontón escalonado. Sin embargo, se optó por otra solución, con un motivo de cartela sobre un frontón triangular y un campanario.  La división tripartita se enfatiza mediante pilastras pareadas y pilastras en los bordes del edificio y la crisálida central. El sótano rústico del edificio cúbico está separado del piso superior por una cornisa de granito que sobresale. El frontón central está coronado por un frontón decorativo triangular y hay frontones arqueados sobre las ventanas. El adorno de conchas de la ventana ovalada (el llamado ojo de buey) del hastial representa una concha de rana. La puerta de doble hoja de estilo clasicista fue realizada por el carpintero Adam Filip Paul. Está decorado con guirnaldas, coronas y rosetas de acanto. Según la documentación de la construcción, hay motivos para creer que Paul era el maestro carpintero de todo el edificio. La fachada que da a Toomemäe es casi tan representativa como la fachada principal.  
El haritorium calado, en forma de linterna, tiene una galería abierta por los cuatro lados y de ella se elevan extensiones en forma de casco. El primer nivel es una cubierta de forma barroca. La aguja abovedada está decorada con cuatro jarrones encima de cada galería. La segunda etapa tiene forma de cebolla. La balaustrada de la linterna de la torre y los cuatro jarrones decorativos en los arcos de la torre son obra del maestro tornero HW Möhlberg. La bola, la veleta y la estrella situadas en lo alto de la torre fueron doradas por el maestro fabricante de cinturones NW Braunschweig. Este tipo de torreta era común en el siglo XVIII. entre las iglesias católicas alemanas a principios del siglo XX.
Fue instalada en el lateral de la torre que da al ayuntamiento en 1789. en el año en. Fue realizado por el relojero itinerante Benjamin Politour, quien más tarde también trabajó como mecánico en la universidad. 1805. En 2011, a petición de la universidad, también se instaló un reloj en el lado de Toomemäe del ayuntamiento para que los estudiantes pudieran llegar a tiempo a las clases. 1913. En 2011 se encargó un nuevo reloj procedente de Alemania. Fue fabricado a mano por la empresa JF Weule Turmuhren Fabrik y se instaló en 1913. en agosto.

### Distribución interior y del espacio
El diseño refleja la función del edificio como edificio administrativo (fachada tipo palacio municipal y ayuntamiento ceremonial) y como palacio de justicia (cómodas salas de prisión en la planta baja y en el sótano).
En el sótano había celdas individuales junto a las bodegas de cal y madera. Entre las celdas de la prisión discurría un alcantarillado abierto en el que desembocaban canales con aguas residuales. También había celdas en el sótano del ala izquierda; Eran para ciudadanos alemanes. A la derecha, en el local de la actual farmacia, había una casa de pobres, que parecía un pasillo que comunicaba las fachadas norte y sur. A través de un amplio portal en la fachada de Toomemäe se podía acceder con carga. En el mismo lateral del recinto había un almacén de materiales y un lugar para el guardia de la prisión, y junto a la escalera principal había una cocina. 
En la planta sótano no hay vestíbulo (al entrar por el portal principal vemos inmediatamente una escalera con escalones de granito que conduce al segundo piso), lo que enfatiza la separación funcional de las plantas también en el diseño interior. Los techos son abovedados, pero no parecen pesados ni estructurales como los medievales; La bóveda se utiliza como solución arquitectónica. El segundo piso está decorado con bóvedas de crucería en los pasillos y bóvedas radiales en las habitaciones, que crean un interesante juego de luces y sombras, y pinturas en el techo. A ambos lados del corredor se proyectaron las salas de audiencias y la sala de recepción del alcalde.
En medio del tercer piso se encontraban las salas de archivos abovedadas. En el ala derecha, la sala más ceremonial del ayuntamiento, se encuentra el Ayuntamiento, con un diseño interior clasicista. Las paredes de la habitación son de color verde pálido, decoradas con paneles de mármol artificial y enmarcadas por sencillas molduras de estuco. Los profundos nichos de las ventanas que hay entre ellos, que llegan hasta el suelo, son un motivo frondoso típico del rococó, pero las superficies de las paredes estrictamente revestidas son ya características del clasicismo, al igual que las toallas colgantes modeladas a partir de estuco. Las superficies decorativas rectangulares de los soportes, paneles y remates de las ventanas están decoradas con coronas de laurel y rosas y rosetas. En el taller de estuco de JHB Walther se realizaron rosetas, guirnaldas, cortinas y otros adornos. La estufa de azulejos decorada con un jarrón data del siglo XIX. siglo (maestro alfarero Grossmann).   

### Cambios posteriores

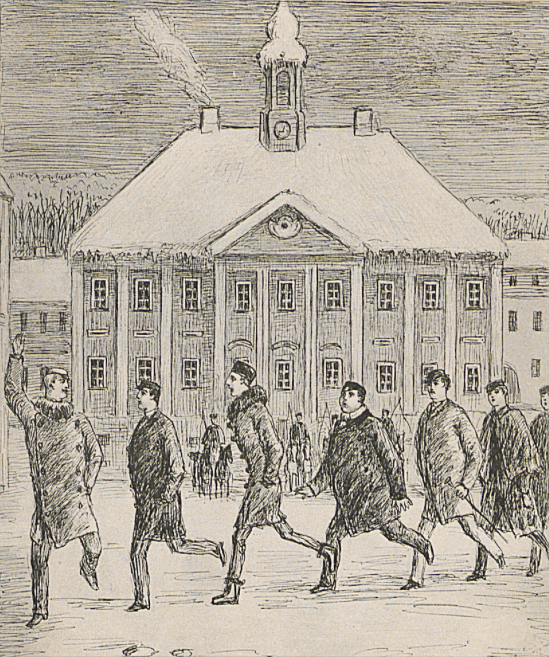
Dibujo a pluma de Eberhard Kraus de la vida estudiantil en Tartu en el. siglo

La torre (1827, 1890, 1979) y el reloj eran los que más necesitaban reparación. 1833. En 2011, el ayuntamiento recibió una nueva capa de pintura: una combinación de ocre e índigo (el color original fue restaurado en la década de 1970). 1885. En 2011, el techo de piedra fue reemplazado por un techo de hojalata. 19. En el siglo XIX fue liquidada la casa de pobres situada en el sótano. Inicialmente el local fue utilizado por la guardia. 20. En el siglo XIX (1922) se fundó allí una farmacia. Los locales del ala izquierda y del sótano del mismo piso fueron utilizados por Tartu Linna Pank. 1931. En 1991, según el proyecto de A. Podtschekaev, los tabiques de los locales del banco fueron sustituidos por arcos; Se construyó la conexión de la farmacia con otras salas. 1984. En 2011, la escalera de tres escalones se cambió a cinco y la escalera del primer piso se acortó. El arquitecto fue T. Org. 1980. El techo fue renovado en 2018. El ayuntamiento fue restaurado ese mismo año (las obras continuaron en 2003). Diez años después se iniciaron los trabajos para asegurar los cimientos. La puerta de entrada, de estilo clasicista, fue restaurada en el año 2000 y al año siguiente el ayuntamiento adquirió 18 campanas que tocan el carillón. La ubicación de los dos relojes antiguos cambió.  

## Importancia arquitectónica

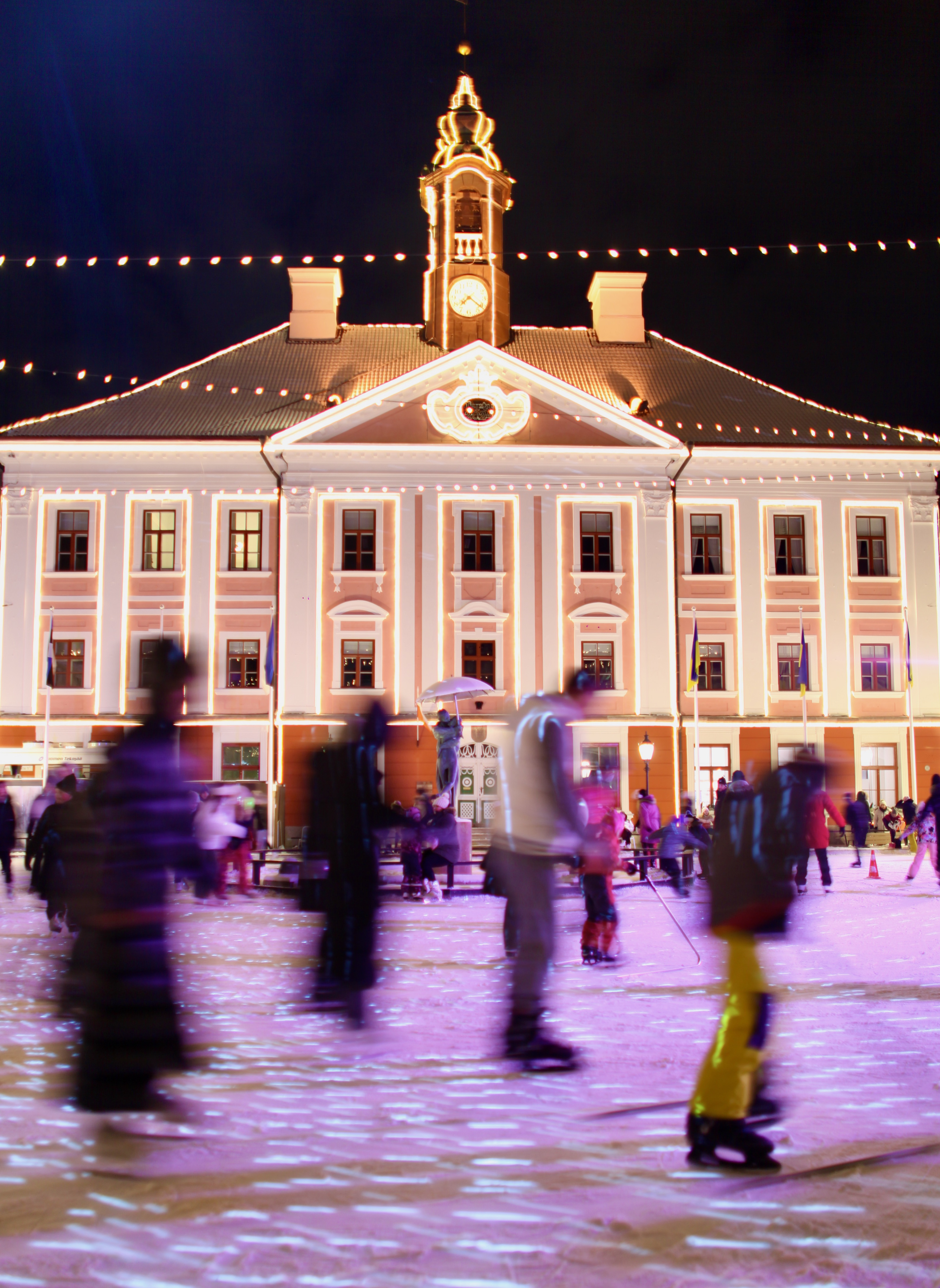
Patinadores frente al Ayuntamiento de Tartu en 2023. en diciembre

El Ayuntamiento de Tartu es una joya de la arquitectura estonia. El carácter lúdico del Barroco tardío y el rigor del Clasicismo temprano, que aún permite la delicadeza de las formas, se fusionan en este edificio. En esta compleja situación de cambio de tradiciones arquitectónicas, se debe prestar especial atención al trabajo de un arquitecto que sea capaz de maniobrar entre dos estilos. Semejante habilidad no es mera coincidencia. Siendo albañil y arquitecto a la vez, Walther complementó sus conocimientos con una extensa biblioteca: tenía en su poder 124 volúmenes de libros. Los 703 grabados en cobre de su inventario hablan a favor de que su talento se desarrolló a partir del trabajo.  A pesar de los cambios y las difíciles circunstancias financieras  Walther regaló a los habitantes de Tartu un castillo que se eleva majestuosamente sobre los edificios, pero que al mismo tiempo encaja perfectamente en el entorno urbano. El palacio no es para reyes sino para gente común. Es un monumento al trabajo intelectual eficiente, que refleja el espíritu de una ciudad universitaria.[cita requerida]

## campanas del Ayuntamiento
2001. En 2011 se instaló un carillón en la torre del ayuntamiento, que permite tocar diversas melodías. Cada día las campanas del ayuntamiento tocan la “ Marcha de Tartu ” de Raimond Valgre . El carillón, compuesto por 18 campanas, fue fabricado en la Fábrica de Relojes de Karlsruhe (Alemania) y costó 700.000 coronas (45 mil euros), y fue instalado por el relojero de la fábrica, Günter Granz.  También quedaron dos relojes antiguos.  2018. En 2011, la ciudad de Tartu encargó 16 campanas nuevas a la Fundición Real de los Países Bajos para complementar el carillón del ayuntamiento. Para garantizar que sonaran impecablemente con las campanas existentes, fabricadas en la fábrica de Karlsruhe, a los artesanos holandeses también se les permitió afinar 18 campanas alemanas. 

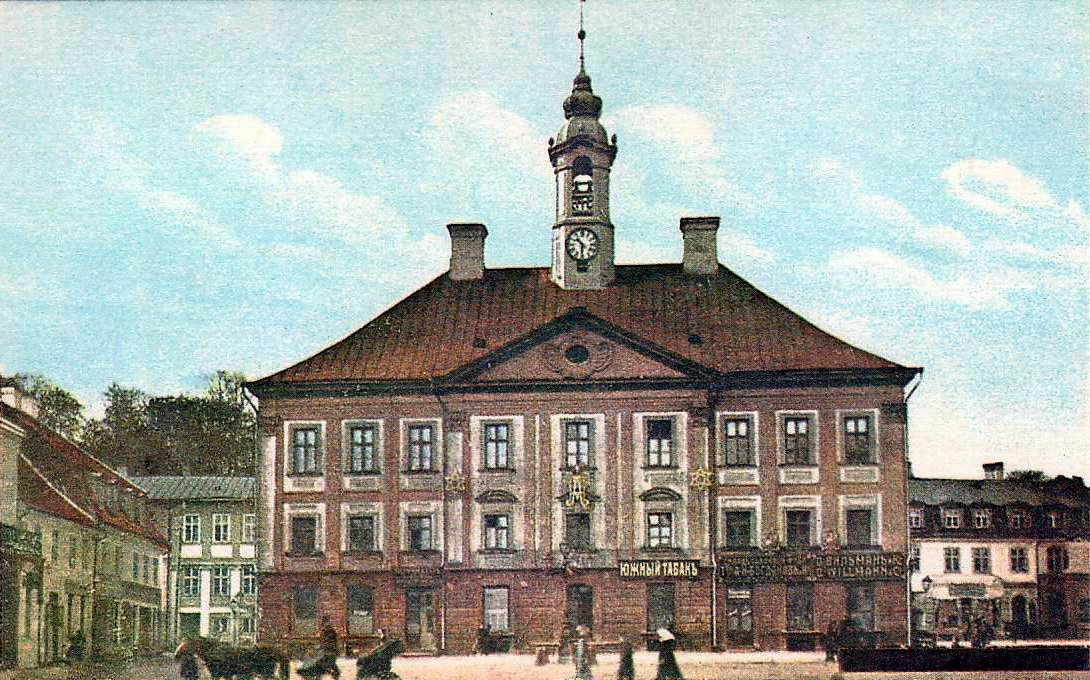
Ayuntamiento de Tartu alrededor de 1910
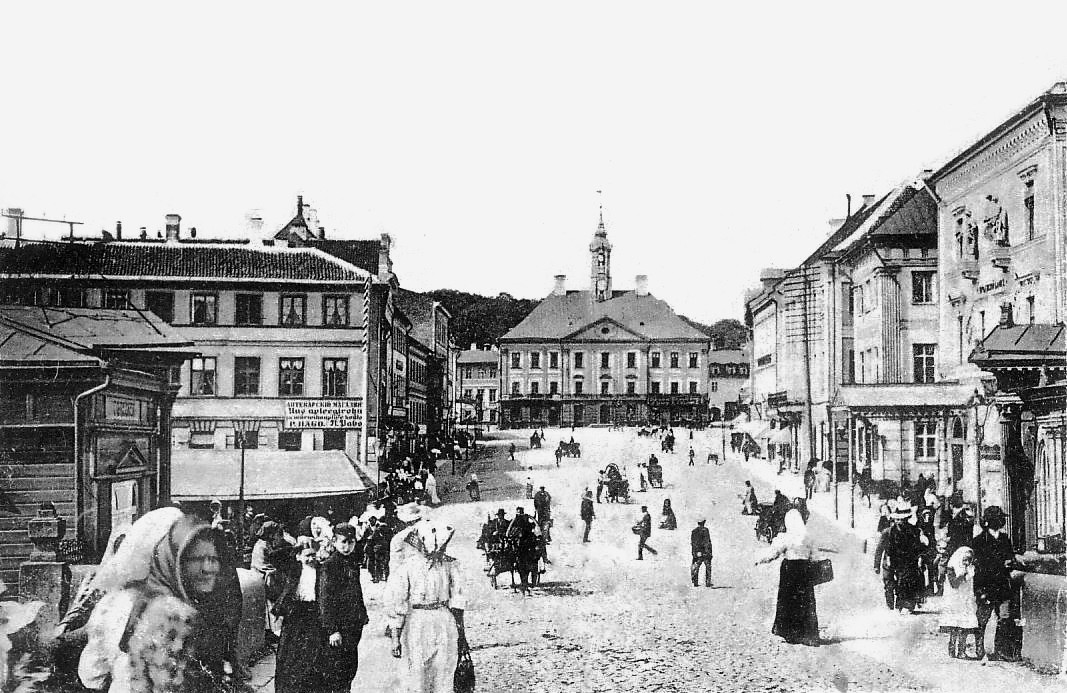
El Ayuntamiento de Tartu en 1925
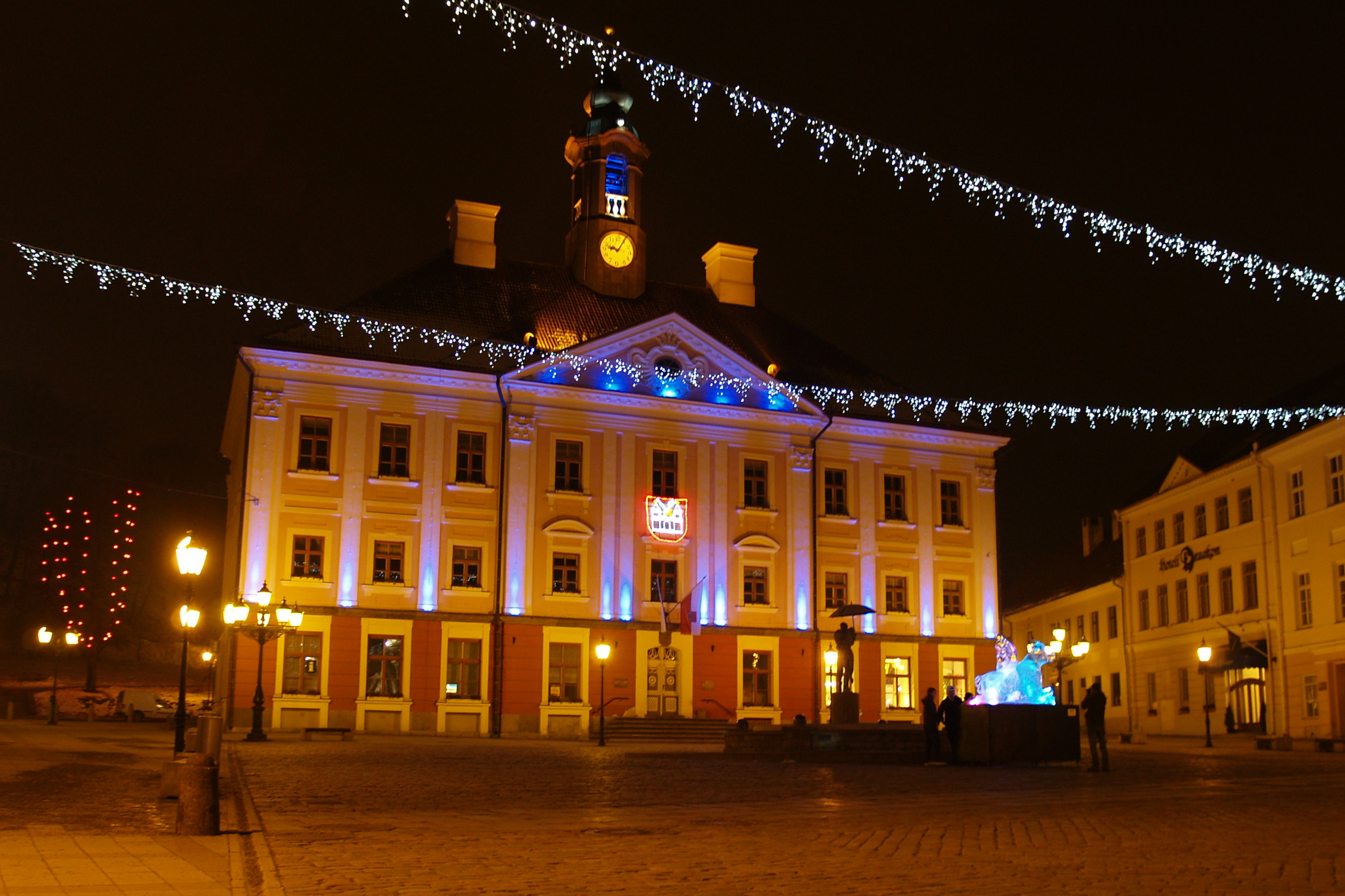
El Ayuntamiento de Tartu en 2009
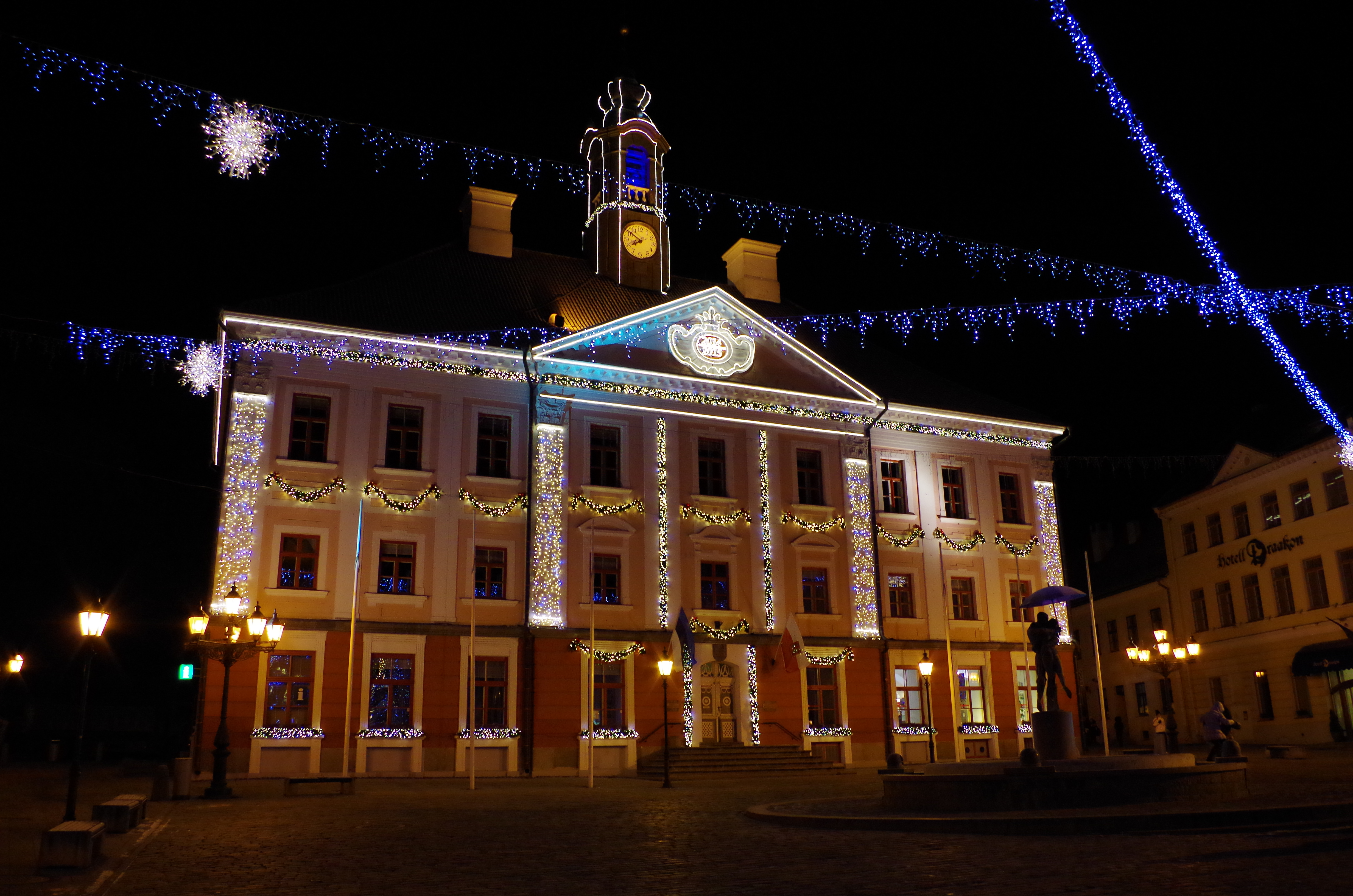
El Ayuntamiento de Tartu en 2014
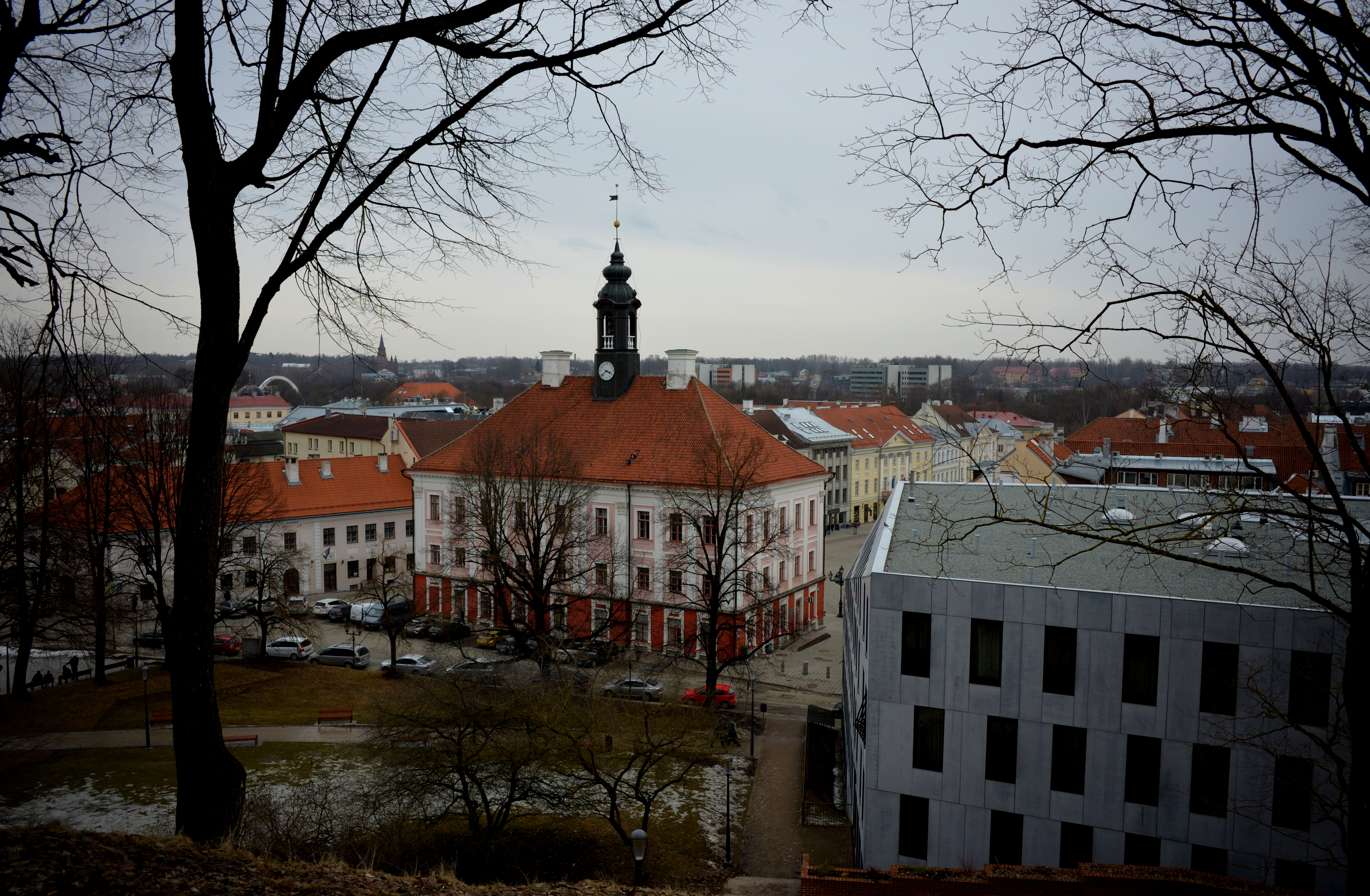
El Ayuntamiento de Tartu visto desde la ladera de Toomemäe (2018)
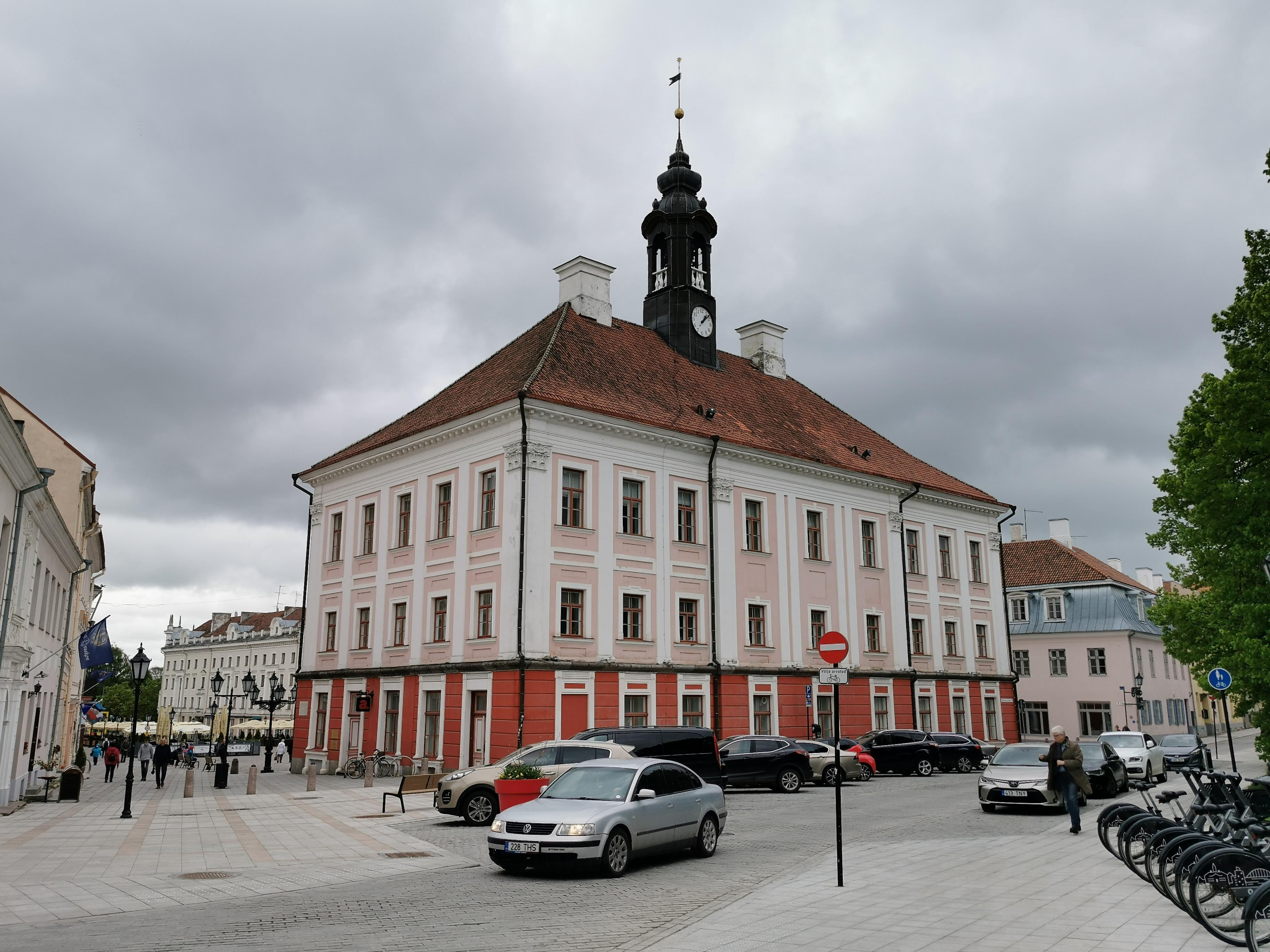
La parte trasera del Ayuntamiento de Tartu en 2021

## Literatura
- Helmi Üprus "Ayuntamiento de Tartu" Tallin: Librería de Estonia, 1984.
- H. Ruusmaa "La historia de la construcción del Ayuntamiento de Tartu" - Rmt: "Tartu y la cultura" Tln: Comisión de Investigación de la Academia de Ciencias de Estonia, 1990, págs.